# Michael Martin (Bischof)
Michael Thomas Martin OFMConv (* 2. Dezember 1961 in Baltimore) ist ein US-amerikanischer Ordensgeistlicher und römisch-katholischer Bischof von Charlotte.

## Leben
Michael T. Martin trat der Ordensgemeinschaft der Minoriten bei und legte am 2. August 1985 die ewige Profess ab. Er studierte Philosophie am Saint Hyacinth College and Seminary in Granby in Massachusetts und Theologie an der Päpstlichen Theologischen Fakultät San Bonaventura, der Ordenshochschule der Minoriten in Rom. Am 10. Juni 1989 empfing er in der St.-Casimir-Kirche in Baltimore durch Weihbischof John Huston Ricard SSJ das Sakrament der Priesterweihe.
Nach der Priesterweihe war er bis 1996 Lehrer und Verantwortlicher für die Schulzulassungen an der Saint Francis High School in Athol Springs in New York. In dieser Zeit studierte er zusätzlich am Boston College und erwarb 1993 den Master of Education. Von 1996 bis 2001 war er Prinzipal und anschließend bis 2010 Präsident der Archbishop Curley High School in Baltimore. Von 2010 bis 2022 war er Direktor des Duke Catholic Center in Durham. Ab 2022 war er Pfarrer der Pfarrei Saint Philip Benizi in Jonesboro.
Papst Franziskus ernannte ihn am 9. April 2024 zum Bischof von Charlotte. Der Erzbischof von Atlanta, Gregory John Hartmayer OFMConv, spendete ihm am 29. Mai 2024 in der Kirche St. Mark in Huntersville die Bischofsweihe. Mitkonsekratoren waren der Apostolische Nuntius in den Vereinigten Staaten, Christophe Kardinal Pierre, und sein Amtsvorgänger Peter Joseph Jugis.